# Davit Targamadze
Pour les articles homonymes, voir Targamadze.
Davit Targamadze (en géorgien : დავით თარგამაძე) est un footballeur géorgien, né le 22 août 1989 à Tbilissi (URSS). Il évolue au poste de milieu offensif.

## Palmarès
- SC Fribourg
  - Vainqueur de la 2.Bundesliga en 2009.

- PFC Oleksandriïa
  - Vainqueur du Championnat d'Ukraine de 2e division en 2011.